# إيرني تومسون
إيرني تومسون (بالإنجليزية: Ernie Thompson)‏ (21 يونيو 1909 في المملكة المتحدة - 28 ديسمبر 1985) هو لاعب كرة قدم بريطاني (وحمل سابقاً جنسية المملكة المتحدة لبريطانيا العظمى وأيرلندا) في مركز الهجوم. لعب مع بلاكبيرن روفرز ومانشستر يونايتد ونادي بريستول سيتي ونادي كارلايل يونايتد ونادي يورك سيتي ونادي غيتزهد ونادي أشينغتون ‏ ونادي باث سيتي ونادي برادفورد بارك أفنيو.